# American Motor Vehicle Company
American Motor Vehicle Company war ein US-amerikanischer Hersteller von Automobilen.

## Unternehmensgeschichte
Das Unternehmen hatte seinen Sitz in Lafayette in Indiana. Es stellte von 1916 bis 1920 Automobile her, die als American vermarktet wurden. Gelegentlich wird auch American Junior genannt, allerdings beinhaltete das einen Modellnamen.

## Fahrzeuge
Das wichtigste Modell war der Junior. Es war mit 178 cm Radstand auffallend klein. Es war in erster Linie für Kinder gedacht, wurde aber auch als tauglich für Erwachsene bezeichnet. Die offene Karosserie bot Platz für zwei Personen nebeneinander. Das Leergewicht war mit 102 kg angegeben. Ein Davis Motor Wheel mit einem Einzylindermotor trieb ein fünftes Rad an, das am Heck des Fahrzeugs befestigt war.
Während des Ersten Weltkriegs gab es Pläne für Invalidenfahrzeuge sowie Rikschas.
1916 wurde ein Buckboard entwickelt, das Red Bug genannt wurde. Ein Smith Motor Wheel trieb das Fahrzeug an. Die A. O. Smith Corporation übernahm das Konzept und brachte es als Smith Flyer auf den Markt.
Im Modelljahr 1918 gab es mit dem Greyhound einen richtigen Personenkraftwagen. Er hatte einen Vierzylindermotor mit 10/12 PS Leistung. Der Radstand betrug 254 cm. Der Roadster bot Platz für zwei Personen. Außerdem wurde mit dem Dumore ein leichtes Nutzfahrzeug mit etwa 450 kg Nutzlast angeboten.